# Integrin beta 2
Trong sinh học phân tử, CD18 (Integrin beta chain-2) là một protein chuỗi integrin beta được mã hóa bởi gen ITGB2 ở người. Khi gắn với một trong số các chuỗi alpha, CD18 có khả năng hình thành nhiều dị phức kép, đóng vai trò quan trọng trong sự gắn kết tế bào và tín hiệu trên bề mặt tế bào, cũng như có vai trò quan trọng trong đáp ứng miễn dịch. CD18 cũng tồn tại ở dạng hòa tan, gắn với phối tử. Sự thiếu hụt trong biểu hiện CD18 có thể dẫn đến các khuyết tật về gắn kết (adhesion) trong tuần hoàn các tế bào bạch cầu ở người, làm giảm khả năng phòng ngự của hệ miễn dịch chống lại các thành phần ngoại lai tấn công cơ thể.

## Cấu trúc và chức năng
CD18 là sản phẩm protein của gen ITGB2. Integrin là các protein không tách rời khỏi bề mặt tế bào, gồm một chuỗi alpha và một chuỗi beta, đóng vai trò rất quan trọng cho các tế bào có thể liên kết hiệu quả với chất nền ngoại bào. Điều này đặc biệt quan trọng đối với bạch cầu trung tính, vì sự gắn kết tế bào đóng một vai trò quan trọng khi thoát mạch ra khỏi mạch máu. Một chuỗi nhất định có thể kết hợp với nhiều "đối tác" khác nhau dẫn đến các intergrin khác nhau.
Các "đối tác" liên kết đã biết của CD18 là CD11a, CD11b, CD11c và CD11d. Sự gắn kết của CD18 và CD11 dẫn đến sự hình thành kháng nguyên liên quan chức năng lympho bào 1 (LFA-1 hay Lymphocyte Function Associated Antigen 1), một protein được tìm thấy trên các tế bào B, tất cả các tế bào T, đại thực bào, bạch cầu trung tính và tế bào NK. LFA-1 liên quan đến độ gắn kết và liên kết với các tế bào trình diện kháng nguyên thông qua tương tác với protein bề mặt ICAM-1
Sự gắn kết giữa CD18 và CD11b-d dẫn đến sự hình thành các thụ thể bổ sung (ví dụ như thụ thể kháng nguyên Đại thực bào-1, khi gắn với CD11b), là protein được tìm thấy chủ yếu trên bạch cầu trung tính, đại thực bào và tế bào NK. Các thụ thể bổ sung này tham gia vào đáp ứng miễn dịch bẩm sinh bằng cách nhận biết các peptide kháng nguyên ngoại lai và thực bào chúng, từ đó phá hủy các kháng nguyên này.

## Ý nghĩa y khoa
Ở người, thiếu CD18 có chức năng gây ra Suy giảm gắn kết bạch cầu, một căn bệnh được xác định bởi sự thiếu hụt bạch cầu từ máu đi vào các mô, do đó không có khả năng tuần hoàn bạch cầu để đáp ứng với các cấu trúc ngoại lai có trong mô. Từ điều này sẽ làm giảm khả năng chống lại nhiễm trùng của hệ miễn dịch trong cơ thể, làm cho những người này dễ bị nhiễm trùng từ bên ngoài hơn so với những người có protein CD18 với chức năng bình thường. Các integrin beta 2 cũng đã được tìm thấy ở dạng hòa tan, nghĩa là không được neo vào màng tế bào, nhưng thường là tồn tại bên ngoài tế bào trong huyết tương, và có khả năng gắn với phối tử. Integrins beta 2 hòa tan là gắn với phối tử và nồng độ chúng trong huyết tương tỷ lệ nghịch với hoạt động bệnh của bệnh tự miễn viêm cột sống dính khớp (spondyloarthritis).